# 北稜角
北稜角又稱雪山北角，是台灣雪山山脈主脊核心聖稜線上雪山主峰北鄰的角峰，標高3882公尺，無基石，為八銳之首。位於台中市和平區平等里與苗栗縣泰安鄉梅園村交界，雪霸國家公園範圍內。北稜角與雪山主峰為兩座南北相鄰約450公尺、高度相若、山形相仿的圓頂雙峰，被認為是冰河作用在最高隆起準平原面形成的冰帽下，東西兩端冰斗切割出的雙角峰。在日治時1923年雪山被命名為次高山後，稱現今北稜角為「次高山北角」，亦稱為「次高山北峰」，而相對稱南鄰的雪山主峰為「次高山南角」，亦稱為「次高山主峰」或「次高山南峰」。戰後初期的地形學書籍各相對稱為「雪山北角」（又稱雪山北峰）與「雪山南角」。在此二峰更北邊，現今的雪山北峰，當時原本稱為凱蘭特崑山（日文轉譯）、塔拉庫霞山（溪頭群匹亞南泰雅語：、，日文轉譯）:114頁註釋以及日式山名「次高北山」，後來以「雪山北峰」的山名改稱該山。
北稜角與雪山主峰兩峰間隔著和兩峰頂高度差約80公尺的冰蝕埡口，該埡口即為東北方的一號圈谷與西方的四號圈谷的分壁，可能是冰河發育所造成的冰蝕構造。:(圖十三)27,214-225